# Pedro de Lusignan
Pedro de Lusignan (-fallecido en 1451), fue el conde titular de Trípoli desde 1432 hasta su muerte.

## Vida
Era el hijo de Jacobo de Lusignan, conde titular de Trípoli y de su esposa María o Margarita de Lusignan, la hija de Pedro I de Chipre.
Fue el mariscal o senescal titular de Trípoli, conde titular de Trípoli, regente de Chipre, condestable y senescal titular de Jerusalén.

### Matrimonio e hijo
Se casó alrededor de 1415 con su prima Isabel de Lusignan, con quien no tuvo hijos, y tuvo un hijo ilegítimo con una amante:
- Febo (fallecido en julio de 1485), legitimado por el Papa Martín V en 1428, mariscal titular de Armenia y señor titular de Sidón.
  - Hugues († después de 1468), señor de Menico y Acaqui, se casó por primera vez con ... Babin y por segunda vez con Isabeau Placoton, tuvo dos hijas:
    - Isabelle de Lusignan, casada con Very de Giblet, Señor de Makrassika.
    - Lucrèce de Lusignan, casada con Olivier de Flatre.

  - Éléonore (†Lisboa , c. 1475), enterrada en Lisboa, se casó por primera vez en 1450/1455 con Soffredo Crispo (†1458), sin descendencia, y una segunda vez antes 1459 con Vasco Gil Moniz (†Lisboa, 1497), enterrado en Lisboa, viudo sin descendencia de María Fernandes, tuvo descendientes en Portugal, llamados Moniz de Lusignan, la línea masculina está ahora extinta.